# 章穆皇后
章穆皇后（975年—1007年），郭氏，并州太原人，宋真宗赵恒第二任妻子。

## 生平
郭氏是宣徽南院使郭守文次女。淳化二年（991年），入襄王府，封为鲁国夫人。至道元年（995年），郭氏生襄王赵元侃次子赵玄祐。二年（996年），進封秦国夫人。三年（997年）三月，趙恒 ( 即趙元侃 ) 繼皇帝位，是为真宗。五月，册立郭氏为皇后。景德四年（1007年）四月，郭皇后随从真宗巡幸西京，回宫后病崩，享年三十二。
郭皇后谦约惠下，厭恶奢靡。郭家人入宫拜见的时候，如果服饰华侈，郭皇后必加戒勖。及郭皇后崩丧，真宗深为嗟悼惋惜。礼官奏皇帝七日释服，真宗特诏增至十三日。五月，太常寺上谥曰莊穆皇后（履正志和曰莊，賢德信修曰穆）。灵驾发引，命翰林学士杨亿撰哀册。六月，葬于永熙陵之西北，神主享于别庙。郭皇后弟崇仪副使郭崇仁封为壮宅使、康州刺史，侄郭承庆、郭承寿皆迁官。大中祥符年間，加封郭皇后母高唐郡太夫人梁氏为莱国太夫人。乾興元年（1022年）二月，真宗崩，子趙禎 ( 仁宗 ) 即位，十月，祔真宗神主于太廟，升配饗。慶曆四年（1044年）七月，南郊禮前改谥章穆皇后。十一月，奉玉冊玉寶告廟。
郭皇后生三子，皇子赵玄祐九岁夭折，追封悼献太子。

## 家族
- 高祖：郭湛，赠太子太保
- 高祖母：劉氏，追封彭城郡夫人
- 曾祖:郭秉，贈太子少保
- 曾祖母：郝氏，追封太原郡夫人
- 祖：郭暉，贈太子少師
- 祖母：趙氏，追封天水郡太夫人
- 父：郭守文，終官內省客使、領武州團練使、宣徽南院使、南陽郡開國侯、贈侍中、尚書令、追封譙王、彭王
- 母：梁氏，累封安定郡夫人、莱国太夫人
- 兄：郭崇德，終官太子中書舍人
- 兄：郭崇信，終官西京左藏庫使、同知皇城司、贈福州觀察使
- 兄：郭崇儼，終官崇儀使、全州刺史、贈潤州觀察使[1]
- 弟：郭崇仁，終官磁州防禦使、贈彰德軍節度觀察留後[2]
- 姊：郭氏，適殿直張水福
- 姊：郭氏，封太原郡君、適吳光載
- 姊：郭氏，封太原郡夫人、適吳光載

## 延伸阅读
[在维基数据编辑]
 《宋史·卷242》，出自脱脱《宋史》